# 枫杨
枫杨（学名：Pterocarya stenoptera）又名“水麻柳”、“榉柳”、“麻柳”（湖北）、“蜈蚣柳”（安徽），是胡桃科枫杨属的植物。

## 形态
落叶乔木，高可达30米，径约2米。小枝具片状髓心；裸芽具柄，常几个叠生，密被锈褐色腺鳞；顶部小叶常不发育，呈偶数羽状复叶互生，叶轴有窄翅，长椭圆形小叶9～23枚，有细锯齿；春末开花，雌雄同株，葇荑花序下垂，无花被；坚果两侧具有长椭圆形斜长的翅。

## 分布
产于北温带，中国分布于黄河以南的各地；生长于海拔150～1500米的地区，一般生长在沿溪涧河滩，阴湿山坡地。

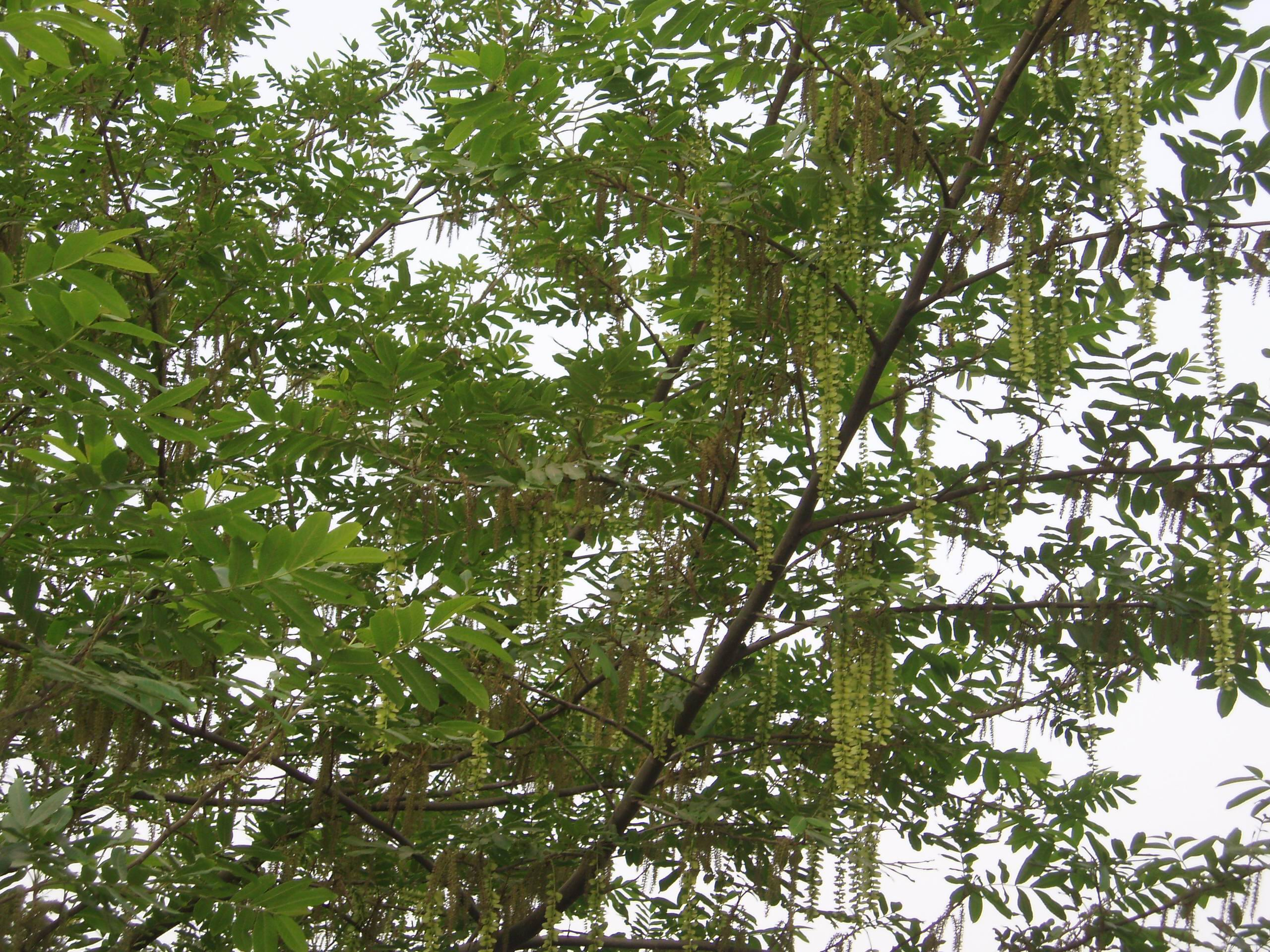
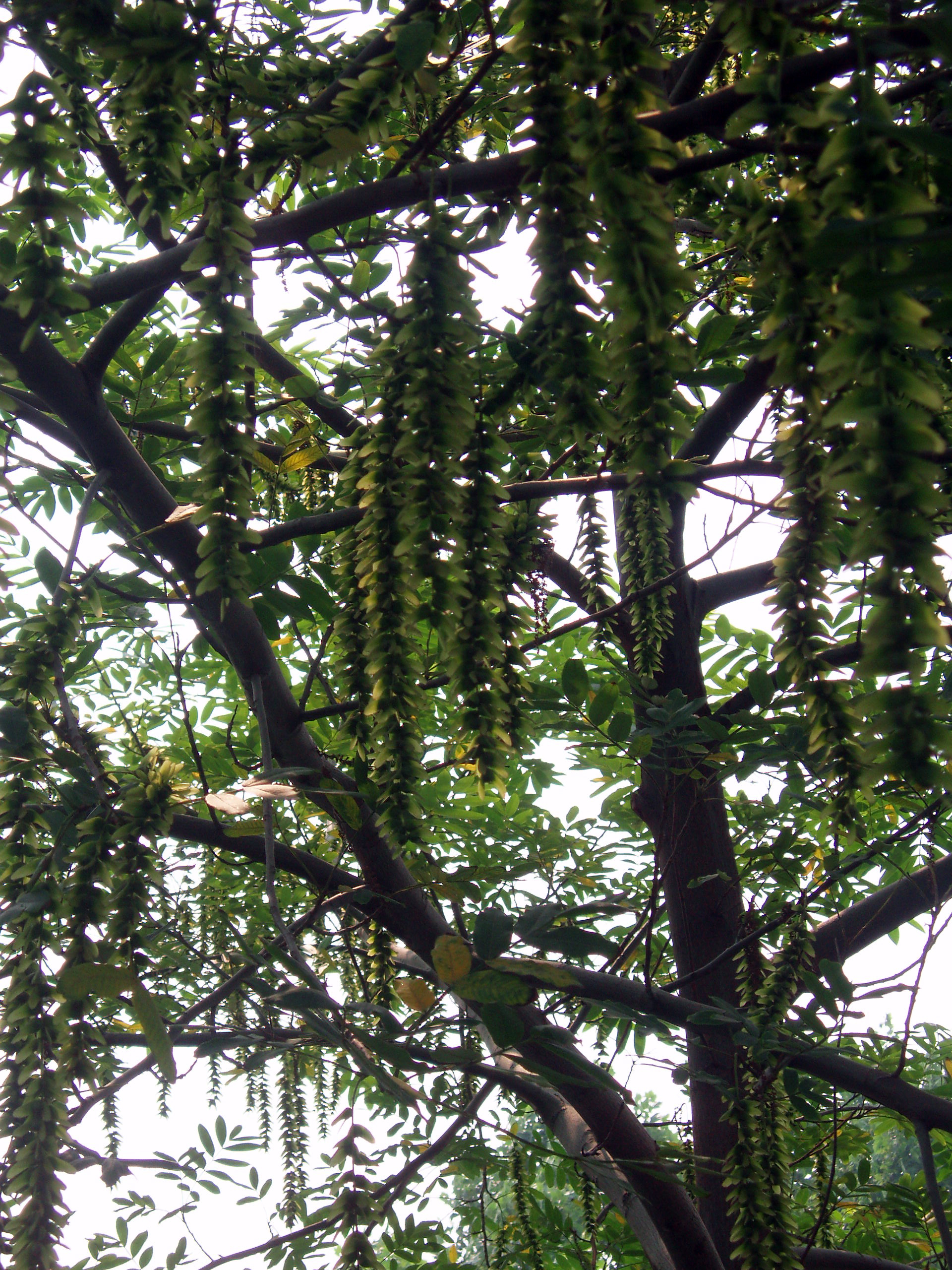
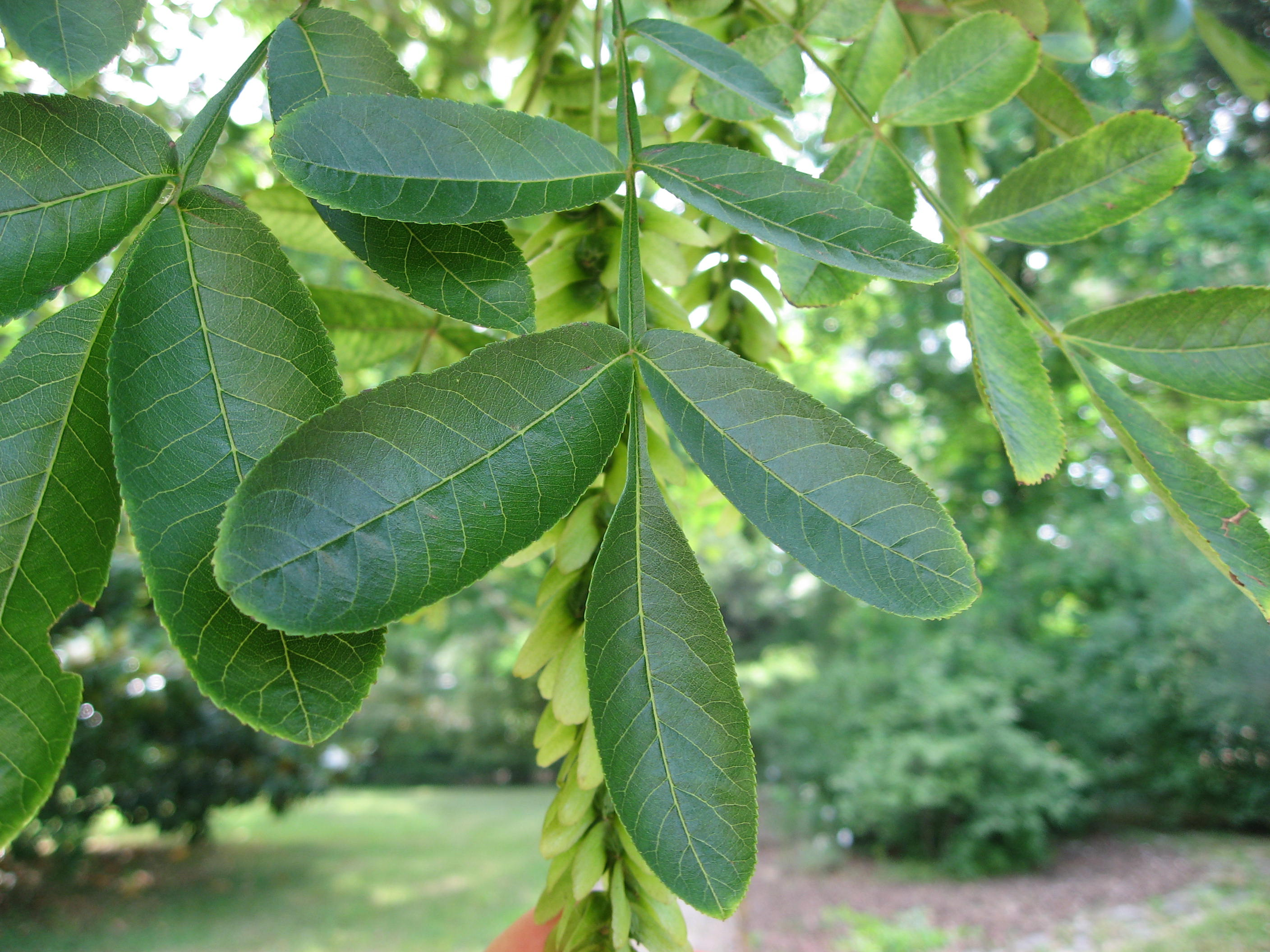
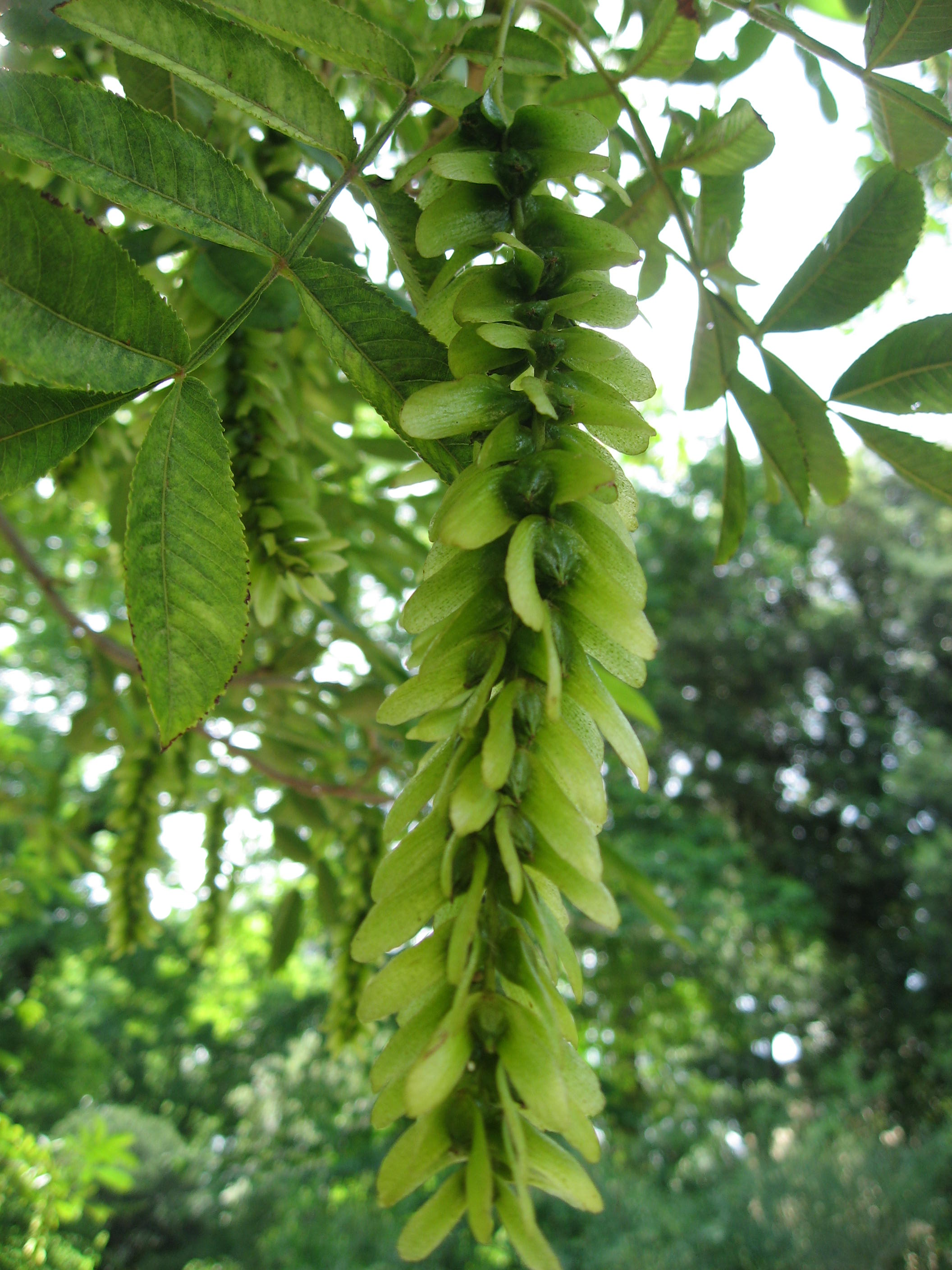

## 外部連結
- 楓楊 Fengyang （页面存档备份，存于） 藥用植物圖像資料庫 (香港浸會大學中醫藥學院) （繁體中文）（英文）